# Ove Grahn
Ove Grahn (9 de maio de 1943 – 11 de julho de 2007) foi um futebolista sueco que atuava como atacante.

## Carreira
Grahn competiu na Copa do Mundo de 1970, sediada no México, na qual a seleção de seu país terminou na nona colocação dentre os 16 participantes.